# 脱会
| ウィキペディアには「脱会」という見出しの百科事典記事はありません（タイトルに「脱会」を含むページの一覧/「脱会」で始まるページの一覧）。 代わりにウィクショナリーのページ「脱会」が役に立つかもしれません。 |